# Catrinel Menghia
Catrinel Menghia (n. 1 octombrie 1985, Iași, România), cunoscută și sub numele de Catrinel Marlon, este un fotomodel din România care locuiește și lucrează în Italia.

## Biografie, familie
Catrinel s-a născut la Iași și are o soră mai mică pe nume Lorena. Îndrumată de tatăl ei, fost campion național la atletism 400 de m obstacole, Catrinel a cochetat la început cu sportul și a devenit campioană la juniori la aceeași probă. La vârsta de 16 ani, Catrinel a fost descoperită de un agent de modelling în timpul unei călătorii la București. Șase luni mai târziu, părinții i-au permis să se mute în capitala României pentru a începe o carieră în modelling. 
De ani buni, Catrinel își împarte viața între România, Italia și New York, Statele Unite ale Americii. Vorbește patru limbi: română, italiană, engleză și franceză. Printre hobbyurile lui Catrinel se numără fotografia și pictura. 
De-a lungul anilor, modelul a pozat pentru FHM, Maxim, Sports Illustrated și alte reviste din aceeași categorie. Sora sa, Lorena Menghia (născută la 12 iunie 1988), este o sportivă cunoscută, care, în prezent, locuiește în Statele Unite ale Americii.

## Viață personală
Catrinel Menghia a fost căsătorită timp de șase ani cu Massimo Brambati, fost fotbalist și avocat, de care s-a separat în anul 2011. Din 2012 este într-o relație cu producătorul de film Massimiliano Di Lodovico. Cei doi au împreună o fiică, Caroline, născută în februarie 2019.

## Cariera
În noiembrie 2001, Catrinel Menghia a concurat la Ford Supermodel of the World Contest și s-a clasat pe poziția a doua. Acest rezultat a făcut-o imediat populară în lumea modei. 
Ulterior, Catrinel Menghia a defilat pentru principalele case de modă din lume și chiar pentru Giorgio Armani. Începând cu anul 2005, românca a fost imaginea firmei de lenjerie intimă Lise Charmel. Fotomodelul a fost pe coperta ediției din Africa de Sud a revistei Sports Illustrated Swimsuit Issue, a apărut în Cosmopolitan, FHM, Maxim, Elle sau în calendarul Peroni. 
După ce a urmat cursuri de actorie în anul 2011, Catrinel a debutat în scurt metrajul "Promisiunea". În 2012, Catrinel a fost personajul feminin principal din pelicula "Orașul ideal", semnată de regizorul Luigi Lo Cascio.
În anul 2012, Catrinel a făcut parte din echipa Chiambretti Sunday Show, o emisiune din Italia. În același an a fost imaginea companiei FIAT și reclama în care Catrinel a jucat rolul principal a fost difuzată în pauza de la Super Bowl, fiind urmărită de sute de milioane de telespectatori la nivel mondial. În 2013, modelul a fost premiat cu L'Explosive Talent Award la festivalul de film Giffoni. În anul 2015, vedeta primește o propunere din partea regizorului Brando de Sica pentru a juca în filmul "L'errore". Pelicula a participat la Festivalul de Film de la Cannes. Anul următor, Catrinel Menghia este premiată cu trofeul Kineo la Festivalul de la Veneția pentru revelația cinematografiei italiene. În anul 2019, Catrinel este protagonista filmului românesc "La Gomera", semnat de regizorul Corneliu Porumboiu.
În tot acest timp, Catrinel nu-și neglijează nici cariera de model și este protagonista videoclipului Duri da battere semnat de Max Pezzali, Nek și Francesco Regna. Tot în 2017, românca devine ambasadorul brandului Chopard și al Fundației Andrea Bocelli.

## Filmografie
- La promessa – scurtmetraj (2011)
- Tutti i rumori del mare (2012)
- La città ideale (2012)
- Un passo dal cielo – serial (2012)
- CSI - serial (2013-2014)
- Leone nel basilico, (2014)
- Tale of Tales (2015)
- L'errore (2015)
- Loro chi? (2015)
- L'ispettore Coliandro – serial (2017)
- La porta rossa – serial (2017)
- La Gomera[19] (2019)
- Cruella (2021)- Cruella/ Estella (voce, versiune română)

## Legături externe
- Site web oficial
- Pagina oficială pe FaceBook
- Catrinel Marlon la Internet Movie Database
- Catrinel Menghia: „La începutul carierei, căutam bisericile ortodoxe care dădeau de mâncare săracilor“, 25 aprilie 2013, Corina Cosmescu, Adevărul
- Catrinel Menghia: "Prima dată m-am îndrăgostit de un bărbat orb", 19 octombrie 2014, Claudiu Petrișor, Libertatea
- Giovanni Luca Montanino, La bellissima che ha sedotto Chiambretti con un click Arhivat în 21 aprilie 2019, la Wayback Machine., liberoquotidiano.it, 2 februarie 2012
- Michele Biondi, Chi è la sexy fotografa del Chiambretti Sunday Show? , 31 ianuarie 2012
- Zack Pumerantz, Lorena Menghia: Supermodel Catrinel's Sister Is a Hot High Jumper, su bleacherreport.com, 23 martie 2012
- https://www.andreabocellifoundation.org/it/intervista-a-catrinel-marlon-abf-worldwide-ambassadress/
- https://www.amica.it/2018/05/21/cannes-2018-perche-catrinel-marlon-is-everywhere/
- https://www.ilmessaggero.it/spettacoli/cinema/venezia73_kineo-1947778.html
- https://www.yourfashionchic.it/intervista-esclusiva-brando-de-sica-e-catrinel-marlon-per-lerrore/ Arhivat în 14 aprilie 2019, la Wayback Machine.
- https://www.shtiu.ro/e-adevarat-ca-exista-locuri-unde-oamenii-vorbesc-fluierand-11815.html 12 septembrie 2019, Claudiu Petrisor, Shtiu.ro